# Fanny Durack
Pour les articles homonymes, voir Durack.
Sarah Frances Durack, dite Fanny Durack, née le 7 octobre 1889 à Sydney et décédée le 21 mars 1956 à Sydney, était une nageuse australienne spécialiste des épreuves en nage libre.
Pionnière de la natation féminine alors que le sport féminin subissait des réticences au sein des fédérations et associations nationales, Fanny Durack fut la première championne olympique féminine de natation sur l'épreuve du 100 m nage libre, discipline dont elle détenait le record du monde durant les années 1910. Essayant de promouvoir la natation et le sport féminin en général, elle défendait également les droits des femmes dans le sport tout comme sa compatriote Annette Kellerman.

## Biographie
Durant sa jeunesse, elle apprit à nager la brasse, ce style de nage étant le seul où les femmes pouvaient alors disputer des compétitions. Avec sa compatriote Mina Wylie, elle domina les bassins australiens dès le milieu des années 1900. Championne d'Australie pour la première fois en 1906, elle commence à nager le style libre au début des années 1910 grâce au style marginal du crawl australien. Malgré l'interdiction faite aux femmes par l'Association de natation de Nouvelle-Galles du Sud de disputer des compétitions de natation quand les hommes sont présents, elle s'entraîne pour disputer le 100 m nage libre des Jeux olympiques d'été de 1912  à Stockholm. Lors des séries éliminatoires de cet événement, elle bat le record du monde de la distance en 1 min 19 s 8 (ancien record en 1 min 20 s 6). En finale, représentant l'équipe d'Australasie, la nageuse remporte la première course féminine de natation présente au programme des Jeux olympiques en s'imposant devant sa compatriote et amie Mina Wylie. Elle devient ainsi la première médaillée olympique australienne de l'histoire tous sports confondus. Initialement inscrite pour l'épreuve de plongeon à 10 m lors de ces jeux, elle déclara finalement forfait. Malgré son titre olympique, elle est bannie par sa fédération en 1918 pour avoir nagé sans autorisation aux États-Unis alors qu'elle essayait de promouvoir la natation féminine.
En 1920, quelques jours avant le départ de l'équipe australienne pour le rendez-vous olympique d'Anvers, elle doit subir une appendicectomie qui l'empêche de participer à ses seconds jeux. Entre 1912 et 1915, la nageuse australienne abaissa le meilleur temps de l'histoire sur 100 m nage libre de plus de quatre secondes. Son dernier record du monde tient jusqu'en 1920 et l'avènement de l'Américaine Ethelda Bleibtrey. Pour récompenser son palmarès et son activisme pour le sport féminin, elle entre en 1967 au l'International Swimming Hall of Fame dès la première année d'existence de ce musée sportif. Première championne olympique australienne de l'histoire, elle est reconnue membre perpétuelle de l'Association amateur de natation de Nouvelle-Galles du Sud en 1945.

## Palmarès

### Jeux olympiques
- Jeux olympiques de 1912 à Stockholm (Suède) :
  -  Médaille d'or sur l'épreuve du 100 m nage libre (1 min 22 s 2 en finale).

## Records
- 3 records du monde sur 100 m nage libre en grand bassin :
  - 1 min 19 s 8 le 9 juillet 1912 à Stockholm (première nageuse sous les 1 min 20 s 0).
  - 1 min 18 s 8 le 21 juillet 1912 à Hambourg (première nageuse sous les 1 min 19 s 0).
  - 1 min 16 s 2 le 6 février 1915 à Sydney (première nageuse sous les 1 min 18 s 0 et les 1 min 17 s 0).
- Également des records du monde sur 100 yd nage libre (1912 à 1921), 220 yd nage libre (1915 à 1921), 500 m nage libre (1916 à 1917) et 1 mile (1914 à 1926).